# Chimaera macrospina
Chimaera macrospina is een vis uit de familie van draakvissen (Chimaeridae), orde (Chimaeriformes), de soort komt endemisch voor in de open wateren rondom  Australië. De soort kan een maximale lengte bereiken van 93.9 cm en komt voor op diepten van 435 - 1190 m.